# Договір про торгівлю зброєю
До́гові́р про торгі́влю збро́єю — юридично обов'язкова для держав-учасниць міжнародна угода, яка регулює міжнародну торгівлю звичайною зброєю, зокрема зобов'язує держав-учасниць дотримуватися принципу прозорості, контролювати експорт зброї та гарантувати, що зброя не порушує чинне ембарго на її постачання і не використовується для порушень прав людини.